# Elleanthus sphaerocephalus
Elleanthus sphaerocephalus är en orkidéart som beskrevs av Rudolf Schlechter. Elleanthus sphaerocephalus ingår i släktet Elleanthus och familjen orkidéer. Inga underarter finns listade i Catalogue of Life.